# Bâtiment biosourcé
« Bâtiment biosourcé » est le nom d'un label de qualité de construction de bâtiments en usage en droit français de construction pour désigner certains types d'ouvrages faisant usage de matériaux provenant de la « biomasse » au sens du texte essentiel faisant entrer en application ce label, l'arrêté du 19 décembre 2012 relatif au contenu et aux conditions d'attribution du label.

## Cadre réglementaire
L'arrêté du 19 décembre 2012 relatif au contenu et aux conditions d'attribution du label « bâtiment biosourcé », publié au Journal officiel de la République française du 23 décembre 2012. Il est établi par le Ministère de l'égalité des territoires et du logement, et signé pour le compte de la ministre alors en exercice, Cécile Duflot, par Étienne Crépon, directeur de la DHUP, sous-direction de la Direction générale de l'aménagement, du logement et de la nature rattachée au Ministère de l'Écologie, du Développement durable et de l'Énergie. Ce texte avait été annoncé en avril 2012 par un décret créant dans le Code de la construction et de l'habitation un article R. 111-22-3 insérant dans le droit de la construction français la notion de bâtiment biosourcé.

## Définitions
L'arrêté de décembre 2012 est l'occasion d'insérer dans la réglementation les définitions propres à ce label.
Biomasse
Dans le cadre de l'application de cette labellisation, le terme de « biomasse » prend un sens autre que ceux utilisés dans le domaine de l'énergie ou de la biologie. Il s'agit dans ce cas de « matière d'origine biologique, à l'exception des matières de formation géologique ou fossile » ; cette définition comprend des matériaux comme le bois, le chanvre, la laine, et exclut le charbon, le pétrole.
Matière biosourcée
Il s'agit d'une « matière issue de la biomasse végétale ou animale pouvant être utilisée comme matière première dans des produits de construction » ; le terme de « produit de construction » renvoie à la définition du règlement européen no 305/2011 du 9 mars 2011.
Bâtiment biosourcé
Le bâtiment biosourcé est un bâtiment neuf dont la construction intègre trois contraintes :
- « un taux minimal d'incorporation au bâtiment de produits de construction biosourcés et mobiliers fixes dotés de caractéristiques minimales » ;
- « des exigences de mixité relatives à la fonction des produits de construction biosourcés ou à la famille de produits biosourcés mis en œuvre » ;
- des « modalités minimales de contrôle » effectué par un organisme agréé.

La définition des matériaux biosourcés a été effectuée par un groupe de travail lancé en juin 2010 à l'initiative du ministère de l'égalité des territoires et du logement et du ministère de l'écologie, du développement durable et de l'énergie. Ce groupe de travail « sur la définition des matériaux de construction biosourcés », animé par la DHUP, a travaillé avec les acteurs des filières concernées, dans le cadre d'un « triptyque agriculture-industrie-bâtiment » pour ce travail de définition.

## Application
Un bâtiment biosourcé peut être labellisé en fonction de son usage et de plusieurs niveaux de certification. Le taux d'incorporation minimal de matière biosourcée du label « bâtiment biosourcé » défini en kg/m² de surface plancher par l'article 4 de l'arrêté se répartit de la sorte :
| Type d'usage principal | 1er niveau 2013 | 2e niveau 2013 | 3e niveau 2013 |
| --- | --------------- | -------------- | -------------- |
| Maison individuelle | 42              | 63             | 84             |
| Industrie, stockage, service de transport                                                                                       | 9               | 12             | 18             |
| Autres usages (bâtiment collectif d'habitation, hébergement hôtelier, bureaux, commerce, enseignement, bâtiment agricole, etc.) | 18              | 24             | 36             |

Les matériaux utilisés, en plus de provenir de la biomasse au sens du texte, doivent répondre à certaines contraintes environnementales. En particulier, les bois employés doivent provenir de forêts gérées durablement et les peintures et enduits doivent être conformes aux réglementations européenne et française sur la teneur en COV. Les matériaux doivent disposer en outre d'une FDES afin de mesurer leur impact en termes d'énergie grise. Enfin, le label « bâtiment biosourcé » ne peut être délivré que pour une opération faisant en parallèle l'objet d'une certification énergétique.

## Mise en œuvre
La mise en œuvre d'une démarche visant la labellisation « bâtiment biosourcé » est l'occasion de repenser la manière de concevoir un bâtiment. Le Moniteur donne, à titre d'exemple, ce que peuvent être les matériaux biosourcés dont l'usage est nécessaire pour atteindre les différents niveaux de labellisation pour une maison individuelle dans une vidéo explicative, et l'on constate qu'il ne s'agit pas de la manière « classique » de construire en France. Constructions & Bioressources le note dans son bilan d'étape de novembre 2013, le faible recours « spotané » aux matériaux biosourcés provient, entre autres, d'un « manque de (re)connaissance des matériaux biosourcés par
les professionnels, et en particulier les prescripteurs », et ce constat est également valable pour les maîtres d'ouvrage.
La première étape avant de passer à la réalisation de bâtiments biosourcés a été la structuration de l'offre de certification. Les organismes certificateurs — Céquami pour les maisons individuelles, Cerqual pour le logement collectif et Certivéa pour le tertiaire — ont d'abord dû être reconnus par l'État comme étant aptes à décerner le label. Dans les faits, en novembre 2013, Cerqual n'avait encore reçu aucune demande de certification en logement collectif.